# Rohtak
Rohtak è una città dell'India di 286 773 abitanti, capoluogo del distretto di Rohtak e della divisione di Rohtak, nello stato federato dell'Haryana. In base al numero di abitanti la città rientra nella classe I (da 100 000 persone in su).

## Geografia fisica
La città è situata a 28° 53' 60 N e 76° 34' 0 E e ha un'altitudine di 213 m s.l.m.

## Società

### Evoluzione demografica
Al censimento del 2001 la popolazione di Rohtak assommava a 286 773 persone, delle quali 154 153 maschi e 132 620 femmine. I bambini di età inferiore o uguale ai sei anni assommavano a 35 629, dei quali 19 943 maschi e 15 686 femmine. Infine, coloro che erano in grado di saper almeno leggere e scrivere erano 207 263, dei quali 118 501 maschi e 88 762 femmine.